# Andrea Campagnolo
Andrea Campagnolo (ur. 17 czerwca 1978 w Bassano del Grappa) – włoski piłkarz występujący na pozycji bramkarza.

## Kariera piłkarska
Andrea Campagnolo jest wychowankiem Cittadelli. W ligowym meczu nie zagrał jednak ani razu. Podobnie było w kolejnym klubie, jakim była AS Roma, gdzie Campagnolo przebywał przez trzy sezony.
W 2000 podpisał kontrakt z Genoą, gdzie sezon później zadebiutował w Serie B. W 2002 trafił do Vicenzy, następnie grał w Triestinie oraz Cagliari Calcio, gdzie debiutował w Serie A.
W 2006 przeszedł Regginy. Grał tu przez trzy sezony. W Serie A rozegrał w barwach tej drużyny 73 mecze.
Przed sezonem 2009/2010 Campagnolo podpisał kontrakt z Catanią.
22 lipca 2012 przeszedł do Sieny.
9 stycznia 2013 podpisał kontrakt z Ceseną.